# 薩德爾羅克 (紐約州)
薩德爾羅克（英語：Saddle Rock）是位於美國紐約州拿騷縣的村。

## 人口
根據2020年美國人口普查的數據，薩德爾羅克的面積為0.71平方千米，當中陸地面積為0.65平方千米，而水域面積為0.06平方千米。當地共有人口989人，而人口密度為每平方千米1,393人。